# Open de Salzbourg
L'Open de Salzbourg est une compétition mondiale de karaté ayant lieu chaque année à Salzbourg, en Autriche. Elle constitue depuis 2011 la dernière étape de la Karate1 Premier League établie cette année-là.
L'Open de Salzbourg 2011 (novembre 2011) a été la troisième et dernière étape de la Karate1 Premier League 2011, première édition de cette compétition.